# Kuseife
Kuseife (arabisch كسيفة, DMG Kusayfa, hebräisch כְּסֵיפָה Kseifah) ist ein beduinisches Dorf (Lokalverband) im Südbezirk Israels.
Kuseife wurde im Jahr 1982 als Teil eines Regierungsprojektes zur festen Ansiedlung von Beduinen gegründet. Im Jahr 1996 wurde ein Gemeinderat etabliert.
Es ist eine der sieben Gemeinden der Beduinen in der Wüste Negev. Die anderen sechs sind Hura, Lakiya, ʿArʿarat an-Naqab (ʿArʿara des Negevs), Schakib Al-Salam (Segev Shalom), Tel as-Sabi (Tel Scheva) und die Stadt Rahat.

## Bevölkerung
Mitglieder mehrerer Beduinenfamilien (Sippen) befinden sich in Kuseife: Abu Ajaj, Elamor, al-Zabarka, al-Nasasra, die größte von ihnen ist Abu-Rabia. Andere Familien sind: Azbarga, al-Dada, Abu Juda und Abu G'nam. Ein Teil der al-Nasasra und Elamor Familien lebt außerhalb Kuseife in der Nähe des Militärflugplatz Nevatim (Serah).
Laut dem Israelischen Zentralbüro für Statistik (CBS), betrug die Einwohnerzahl von Kuseife im Jahr 2018: 21.079 (10.300 im Dezember 2006). Die jährliche Wachstumsrate Kuseifes liegt bei 3,6 %. Kuseife umfasst eine Fläche von 13,692 dunam (circa 13,7 Quadratkilometern).

## Geschichte
Vor der Gründung des Staates Israel waren die Negev-Beduinen eine halbnomadische Gesellschaft, die während des Prozesses der Sesshaftwerdung in dieser Region des damaligen Osmanischen Reichs beheimatet war. Die meisten Untersuchungen sind sich darin einig, dass Beduinen seit etwa 1800 in den Negev kamen, aber es gibt auch Hinweise auf frühere Migrationen.
Während der britischen Mandatperiode hat die Verwaltung keinen gesetzlichen Rahmen zur Verfügung gestellt, um das Eigentumsrecht an Land zu klären und zu bewahren. Um dieses Problem zu regeln, wurde Israels Landpolitik weitgehend an die osmanischen Landregulierungen von 1858 als der einzige vorhergehende gesetzliche Rahmen angepasst. So hat Israel die meisten Fläche vom Negev mit den Landregulierungen des Staates von 1969 „eingebürgert“.
Israel hat die Politik der Sesshaftmachung der Negev-Beduinen, die von den osmanischen Behörden begonnen war, fortgesetzt und zuerst hat dies Regulierung und Umzug eingeschlossen – während der 1950er Jahre hat Israel zwei Drittel der Negev-Beduinen in einen Bereich umgesiedelt, der unter dem Kriegsrecht stand, das sich auch auf die meisten arabischen Israelis (drusische Israelis z. B. nicht) erstreckte, bis 1966 aufgehoben wurde. Der nächste Schritt war, sieben Stadtgemeinden vor allem für Beduinen zu bauen, um sie durch das Angebot besserer Lebensbedingungen, richtiger Infrastruktur und hoher öffentlicher Qualität in sanitären Einrichtungen, Gesundheit und Ausbildung und Selbstverwaltungsdienstleistungen zu urbanisieren und sesshaft zu machen.
Aber nicht alle Beduinen sind bereit ihre Ländereien zu verlassen. In dauerhaften geplanten Dörfern wie Kuseife leben 60 % der Beduinen, während der Rest in verschiedenen Gebieten im Norden des Negev ausgebreitet ist.

### Stadtgemeinde
Kuseife erscheint in militärischen Verwaltungsdokumenten der 1950er Jahre. Nach dem Friedensvertrag zwischen Ägypten und Israel räumte Israel die besetzte Halbinsel Sinai und verlegte alle dortigen IDF-Basen auf israelisches Territorium, einige von ihnen in die Wüste Negev, darunter auch der Militärflugplatz Nevatim.

## Heute

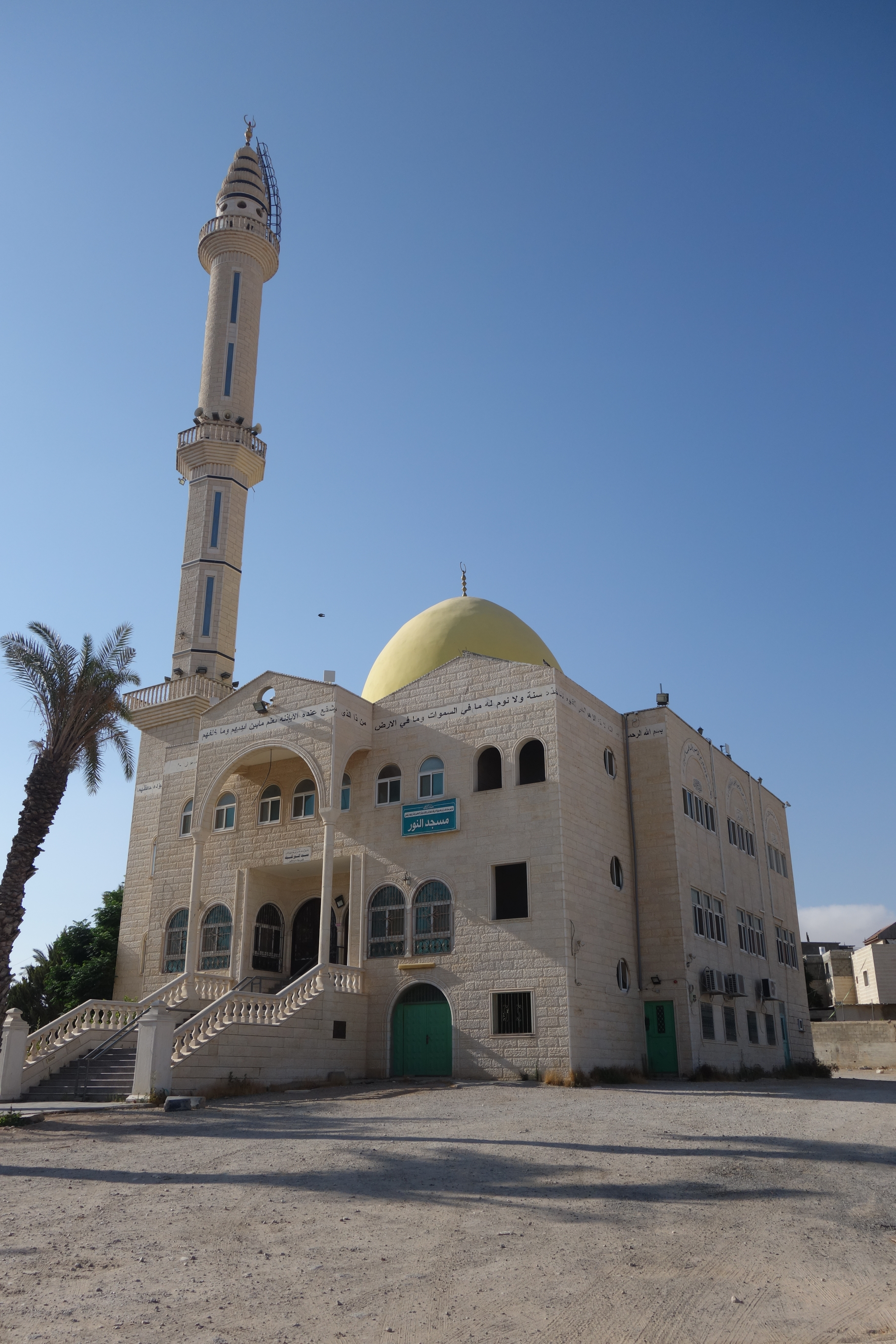
Al Noor Moschee

### Beschäftigung
Obwohl die Arbeitslosigkeit unter den Beduinen hoch ist, gibt es mehrere Beschäftigungsmöglichkeiten in der Region. Mehrere Industriezonen sind in der Gegend – Ramat Chovav, Hura und Dimona, aber das nächste Industriegebiet zu Kuseife ist in ʿArad. Andere Arbeitsplätze bieten mehrere Chemiewerke in der Nähe vom Toten Meer wie die Dead Sea Works, verschiedene High-Tech-Unternehmen und Textilgeschäfte.

### Arab-Beduinen Modedesign
20 arabisch-beduinische Frauen aus den Städten Rahat, Kuseife, Tel Scheva, Segev Schalom, Lakiya und Rachma haben an einem Nähkurs für Modedesign an der ʿAmal Hochschule in Beʾer Scheva teilgenommen. Sie lernten Nähen und Zuschnitt und bekamen Unterstützung in der persönlichen Entwicklung zur Erarbeitung von Geschäftsinitiativen.

### Medizinische Dienstleistungen
Es gibt in Kuseife Ambulatorien (Polikliniken) mehrerer Krankenkassen, wie Leʾummit, Clalit, Maccabi, sowie mehrere perinatale (Babypflege) Zentren – Tippat Chalav.

### Ausbildung
Es gibt mehrere Schulen in der Stadtgemeinde und ein Kommunaltätigkeitszentrum.